# Rena Wandel-Hoefer
Rena Wandel-Hoefer (* 10. September 1959 in Saarbrücken) ist eine deutsche Architektin. International bekannt wurde ihr Architekturbüro Wandel Hoefer Lorch mit dem Entwurf der Neuen Synagoge Dresden und profilierte sich mit weiteren Projekten als Gestalter von jüdischen Sakralbauten und Erinnerungsorten des Holocaust. Als Stadtplanerin in Saarbrücken nahm Wandel-Hoefer zwischen 2001 und 2016 unterschiedliche Funktionen wahr.

## Leben und Wirken
Rena Wandel-Hoefer studierte Architektur an der Technischen Universität Darmstadt. 1989 wurde sie bei Günter Behnisch promoviert. In ihrer Dissertation setzte sie sich mit der Architekturtheorie des österreichischen Architekten Richard Neutra auseinander.
Ab 1987 arbeitete sie als freie Architektin im Büro ihres Vaters Hubertus Wandel. Mit Andrea Wandel, Andreas Hoefer und Wolfgang Lorch gründete sie 1994 in Saarbrücken das Büro Wandel Hoefer Lorch. Der Entwurf der Neuen Synagoge in Dresden in Zusammenarbeit mit Nikolaus Hirsch, die 2001 fertiggestellt wurde, brachte „den bis dahin kaum bekannten Saarbrücker Architekten international höchste Anerkennung“. 2001 konnte das Büro den Wettbewerb für den Entwurf des Jüdischen Zentrums in München für sich entscheiden, dessen Synagogenbau Rena Wandel-Hoefer mit ihrem Mann Andreas Hoefer betreute.
Unter dem Titel Material Zeit zeigte das Architekturmuseum der TU München in der Pinakothek der Moderne 2011 erstmals einen repräsentativen Querschnitt der Projekte des Büros. „So intensiv wie möglicherweise niemand sonst in der Architektur“ habe sich das Büro mit der Frage auseinandergesetzt, wie Geschichte räumlich und baulich festgehalten bzw. fortgeschrieben werden könne.
Rena Wandel-Hoefer war von 2001 bis 2008 Vorsitzende des Städtebaubeirats in Saarbrücken. 2007 wurde sie in die Akademie der Künste in Berlin, Sektion Baukunst, berufen. Sie gehört zum wissenschaftlichen Beirat der Richard J. Neutra Gesellschaft. Von 2008 bis 2016 amtierte sie parteilos als Baudezernentin der Stadt Saarbrücken. Im Zuge dieser Tätigkeit setzte sie 2012 eine Veränderungssperre mit um, welche das Ziel verfolgte, das Angebot an Vergnügungs- und Gastronomiebetrieben im innerstädtischen Nauwieser Viertel einzugrenzen und sprach sich gegen ein Einkaufszentrum aus, für das ein von Martin Gropius und Heino Schmieden errichteter Gründerzeitbau entkernt werden sollte. Eine zweite Amtszeit lehnte die amtierende Rot-Rot-Grün-Koalition 2016 mit der Begründung ab, wichtige Bauprojekte seien unter ihrer Ägide nicht richtig vorangekommen. Seitens der CDU-Opposition wurde die Entscheidung scharf kritisiert und im Gegenzug Wandel-Hoefers „vorzügliche Arbeit“ hervorgehoben.
Sie gehört zu dem 2013 eingesetzten Gestaltungs- und Denkmalbeirat der hessischen Landeshauptstadt Wiesbaden, fungierte als Vorsitzende der Jury für den Deutschen Städtebaupreis 2014 und gehörte der Jury des ersten Staatspreises Baukultur Baden-Württemberg 2016 an.

## Bauten (Auswahl)

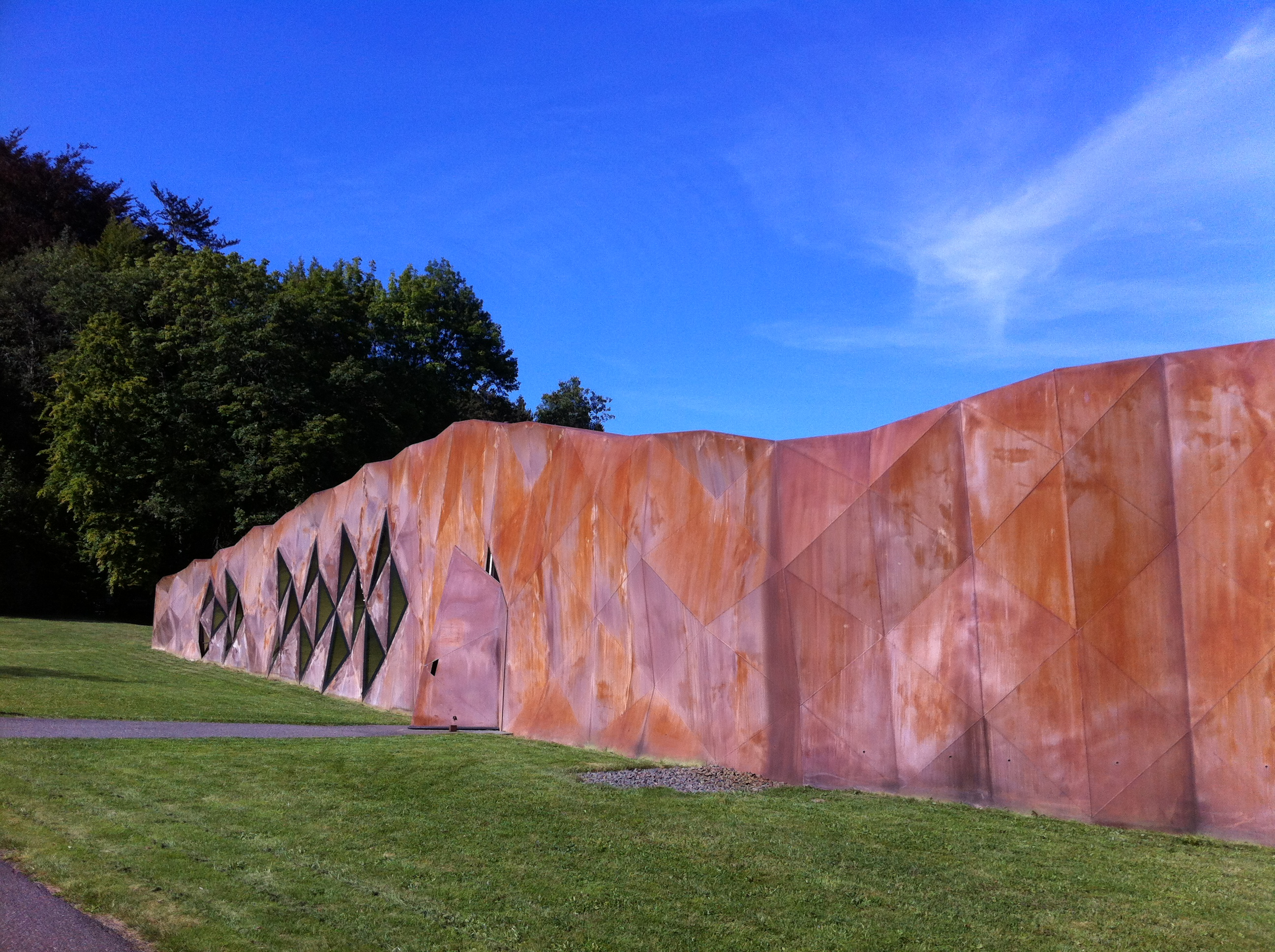
Dokumentations- und Ausstellungshaus Hinzert

- Neue Synagoge Dresden, Wettbewerb: 1997, Fertigstellung: 2001
- Jüdisches Zentrum München, Wettbewerb: 2001, Fertigstellung: 2007
- Dokumentations- und Begegnungshaus der Gedenkstätte Hinzert,[15] Wettbewerb: 2003, Fertigstellung: 2006

Mahnmale
- Gedenkkubus am Standort der zerstörten Bensheimer Synagoge
- Gleis 17 am Bahnhof Berlin-Grunewald

## Auszeichnungen mitWandel Hoefer Lorch(Auswahl)
- 1998: Preis des Bundes Deutscher Architekten, Berlin
- 2001: Deutscher Kritikerpreis in der Sparte Architektur[16]
- 2006: Preis des Deutschen Stahlbaus, gemeinsam mit der Schweitzer GmbH (Düsseldorf) als beratende Ingenieure, für das Dokumentations- und Begegnungshaus der Gedenkstätte Hinzert
- 2007: Deutscher Naturstein-Preis, Anerkennungspreis für die Synagoge der Israelitischen Kultusgemeinde in München[17]
- 2007: Deutscher Architekturpreis für das Dokumentationshaus Hinzert